# آیا این عشق می‌تونه تعبیر بشه؟
آیا این عشق می‌تونه تعبیر بشه؟ (انگلیسی: Can This Love Be Translated?؛‏ کره‌ای: 이 사랑 통역 되나요?) مجموعه تلویزیونی محصول کره جنوبی به نویسندگی خواهران هونگ، به کارگردانی یو یونگ اون و با بازی کیم سون هو، گو یون جونگ، سوتا فوکوشی، چوی وو سونگ و لی یی دام است. داستان مجموعه دربارهٔ رابطه یک مترجم چندزبانه و یک بازیگر برجسته است. این مجموعه قرار است در سه‌ماههٔ چهارم سال ۲۰۲۵ از نتفلیکس پخش شود.

## خلاصه داستان
این مجموعهٔ کمدی رمانتیک حول محور جو هو جین (کیم سون هو)، یک مترجم چندزبانهٔ ماهر است که به مترجم شخصی بازیگر مطرح، چا مو هی (گو یون جونگ) تبدیل می‌شود. چا مو هی و جو هو جین دیدگاه‌های متفاوتی دربارهٔ عشق دارند که باعث بروز سوءتفاهم‌هایی بین آن‌ها می‌شود. اما با گذشت زمان و نزدیک‌تر شدن آنها به یکدیگر، گفتگوهایشان لذت‌بخش‌تر می‌شود و به تدریج لحظات درک متقابل شکل می‌گیرد.

## بازیگران

### اصلی
- کیم سون هو در نقش جو هو جین[۵]

یک مترجم چندزبانه و نابغه در زبان‌های انگلیسی، ایتالیایی و ژاپنی
- گو یون جونگ در نقش چا مو هی[۷][۸]

بازیگر سرشناس و ستارهٔ برتر کره جنوبی
- چوی وو سونگ در نقش کیم یونگ وو[۹]

مدیر برنامهٔ بازیگر چا مو هی
- سوتا فوکوشی در نقش یک بازیگر ژاپنی[۱۰]
- لی یی دام در نقش شین جی سون[۱۱][۱۲]

تهیه‌کننده‌ای که به خاطر توانایی‌های برجسته‌اش شناخته می‌شود

## تولید

### توسعه
بر اساس گزارش‌های خبری در ۵ دسامبر ۲۰۱۹، خواهران هونگ (هونگ جونگ اون و هونگ می ران) در ابتدا مشغول تهیه یک مجموعه تلویزیونی با عنوان موقت آیا این شخص می‌تواند ترجمه کند؟ (انگلیسی: Can This Person Interpret?‏ کره‌ای: 이 사람 통역이 되나요‌?) بودند که با همکاری کارگردان پارک جون هوا برای پخش در شبکهٔ تی‌وی‌ان برنامه‌ریزی شده بود. عنوان موقت این پروژه بعدها به تفسیر رهایی (انگلیسی: Interpretation of Salvation؛ کره‌ای: 구원의 통역) تغییر یافت و گفته می‌شد محل فیلم‌برداری خارج از کشور، در چین خواهد بود. با این حال، به دلیل دنیاگیری کووید ۱۹ پروژه با تأخیر مواجه شد و هیچ خبر جدیدی دربارهٔ آن منتشر نشد. شایان ذکر است که خواهران هونگ و پارک جون هوا بعدها در سال ۲۰۲۱ و ۲۰۲۲ پروژهٔ دیگری به نام کیمیای روح با هم همکاری کردند.
در سال ۲۰۲۳، تولید این مجموعه از سر گرفته شد و خبرهای مربوط به انتخاب بازیگران اعلام گردید. یو یونگ اون به عنوان کارگردان جدید معرفی شد و عنوان موقت مجموعه به آیا این عشق می‌تونه تعبیر بشه؟ (کره‌ای: 이 사랑 통역 되나요?) تغییر یافت. تری استودیو مسئولیت تولید را بر عهده گرفت. بر اساس گفته‌های ریو هیونگ جین، معاون رئیس شرکت ایمجینوس، استودیو سوت که زیر نظر خواهران هونگ فعالیت می‌کند و تری استودیو که توسط تهیه‌کنندگان زن کیم جین یی، لی نا جونگ و لی یون جونگ رهبری می‌شود، هر دو زیرمجموعه‌هایی از شرکت ایمجینوس به رهبری مدیرعامل چوی جین هی هستند.
در آوریل ۲۰۲۴ گزارش شد که این مجموعه قرار است در نتفلیکس منتشر شود و در ۲۷ ژوئن ۲۰۲۴، نتفلیکس تولید این مجموعه را به صورت رسمی تأیید کرد.

### انتخاب بازیگران
در آوریل ۲۰۲۳ گزارش شد که به سون سوک کو نقش اصلی مرد پیشنهاد شده است. اما در ماه مه همان سال اعلام شد که او پیشنهاد دیگری را انتخاب کرده است. در ژوئیه ۲۰۲۳ مذاکراتی با کیم سون هو و هان سو هی برای نقش‌های اصلی انجام شد. تا سپتامبر ۲۰۲۳، گو یون جونگ به عنوان بازیگر نقش اصلی زن در حال مذاکره بود. در نهایت، کیم سون هو و گو یون جونگ به ترتیب برای نقش‌های جو هو جین، مترجم ماهر و چا مو هی، بازیگر مطرح انتخاب شدند.
در ژوئن ۲۰۲۴ اعلام شد که چوی وو سونگ نقش کیم یونگ وو، مدیربرنامهٔ بازیگر چا مو هی را ایفا خواهد کرد. در ۲۷ ژوئن ۲۰۲۴، نتفلیکس تولید مجموعهٔ آیا این عشق می‌تونه تعبیر بشه؟ را تأیید کرد و ضمن انتشار عکس‌های جلسهٔ فیلم‌نامه خوانی، از حضور کیم سون هو، گو یون جونگ، سوتا فوکوشی، لی یی دام و چوی وو سونگ در این پروژه خبر داد.
پاییز ۲۰۲۴، کیپ آلبرتا رولینگ اعلام کرد که تست بازیگری برای نقش‌های مکمل این مجموعه که در آلبرتا، کانادا فیلم‌برداری می‌شود، برگزار خواهد شد. برای شرکت در این تست‌ها نیازی به تجربهٔ قبلی نیست و فیلم‌برداری بین تاریخ‌های ۲۳ سپتامبر تا ۱۱ اکتبر ۲۰۲۴ در مناطق اطراف کلگری، بنف و لیک لوئیز در آلبرتا نجام خواهد شد.